# عبد العزيز المرزوق
عبد العزيز المرزوق (مواليد 16 يوليو 1975) هو لاعب كرة قدم سعودي معتزل. مثّل بلاده في الألعاب الأولمبية الصيفية 1996 في أتلانتا.

## المشاركة الأولمبية

### أتلانتا 1996
شارك المرزوق في مباراة منتخب السعودية أمام منتخب أستراليا ضمن منافسات المجموعة الثانية من دور المجموعات لمنافسات كرة القدم للرجال. انتهت المباراة بخسارة السعودية بهدفين لهدف. شارك المرزوق كبديل لعبد الله القرني في الدقيقة 26، واستبدل في الدقيقة 70 بعبد الرحمن سيفين.
| أستراليا                           | 2 – 1   | السعودية         |
| ---------------------------------- | ------- | ---------------- |
| بيتر تسيكينس 11' · مارك فيدوكا 63' | التقرير | محمد الخليوي 37' |

## روابط خارجية
- عبد العزيز المرزوق على موقع الاتحاد الدولي (مؤرشف)  (الإنجليزية)
- عبد العزيز المرزوق على موقع عالم كرة القدم.نت (الإنجليزية)
- عبد العزيز المرزوق على موقع أوليمبيديا (الإنجليزية)